# Elachertus sobrinus
Elachertus sobrinus är en stekelart som först beskrevs av Girault och Alan Parkhurst Dodd 1915.  Elachertus sobrinus ingår i släktet Elachertus och familjen finglanssteklar. Inga underarter finns listade i Catalogue of Life.